# Rose et Noir
Pour les articles homonymes, voir Rose et Noir (homonymie).
Pour plus de détails, voir Fiche technique et Distribution.
Rose et Noir est un film français réalisé par Gérard Jugnot, sorti en 2009.

## Synopsis
Au XVIe siècle, au temps des guerres de religion, le roi de France Henri III envoie le grand couturier Pic Saint-Loup en Espagne pour préparer la robe de mariage de la future épouse de l'un de ses neveux, Frédéric.
Saint-Loup s'y rend à contre-cœur accompagné de son équipe : Castaing son fidèle conseiller, Myosothis son « nez », Sergio un collaborateur et son couturier Flocon, un musulman dont la famille a fui l'Inquisition espagnole et qui doit donc se grimer en blond Normand.
Une fois arrivés en Andalousie, leurs habitudes de vie et de pensée détonnent dans la résidence de leur austère hôte, le grand d'Espagne Poveda. Mais les péripéties ne font que commencer.

## Fiche technique
- Réalisation : Gérard Jugnot
- Scénario : Gérard Jugnot, Philippe Lopes-Curval
- Photographie : Gérard Simon
- Dialogues : Philippe Lopes Curval
- Musique : Roque Baños
- Production : Manuel Munz
- Société de production : EuropaCorp, en association avec Cofinova 5
- Société de distribution : EuropaCorp Distribution (France)
- Pays :  France
- Langue : français
- Genre : comédie dramatique, aventures
- Durée : 1h40 min
- Date de sortie :
  - première mondiale : 26 septembre 2009 au Festival du film de Zurich ;
  - première française : 2 octobre 2009 à Bayeux[1] ;
- Date de sortie DVD :  France : 13 décembre 2010

## Distribution
- Gérard Jugnot : Pic Saint-Loup
- Bernard Le Coq : Castaing
- Juan Diego : Poveda
- Assaâd Bouab : Flocon
- Stéphane Debac : Myosothis
- Saïda Jawad : Amalia
- Patrick Haudecœur : Sergio
- Raphaël Boshart : Frédéric
- Aixa Villagrán : Margarita
- Javivi Gil : Miguel
- Élodie Frenck : Phillipotte
- Arthur Jugnot : le roi Henri III
- Philippe Duquesne : un inquisiteur
- Thierry Heckendorn : un inquisiteur
- Hubert Saint-Macary : l'avocat
- Roland Marchisio : l'artificier
- Raphaël Personnaz : Obamo
- Michèle Garcia : voix française de Margarita

- Bernard-Pierre Donnadieu : voix française de Poveda
- Antonio Castro : Garcia
- Mohamed Hicham : Jamel Hammamouche
- Trinidad Iglesias : Femme Garcia
- Salah Teskouk : Ahmed Hammamouche
- Habib Kateb : Employé Ahmed
- Françoise Remont : Catherine de Médicis
- Patrick Boshart : Garde pavois
- Rubén Tobías : Philippe II
- Vincent Valette : Garde défilé
- Agustín Galiana : Valet Poveda 1
- Damien Jouillerot : Valet Poveda 2
- Alice Bégué : Mannequin défilé
- Sebastián Haro : Familier
- Marie-Hélène Lentini : Femme défilé
- Sophie Raive : Femme défilé
- Alexie Ribes : Femme défilé
- Isabelle Spade : Femme défilé
- Sophie Le Tellier : Femme défilé
- Patrizia De Donna : Femme italienne
- Yan Brian : Homme mûr défilé
- Manuel Munz : Homme défilé refusé
- Rebecca Munz : Spectatrice défilé
- Janis Munz : Spectatrice défilé
- Michel Retaux : Vieil homme défilé
- Fabien Lacaf : Portraitiste
- Michel Richard : Garde sécurité défilé
- Philippe Chaine : Valet extérieur défilé
- Louis Bujeau : Un mignon de Saint Loup
- Lionel Dufourcq : Un mignon de Saint Loup
- Morgan Guerbe : Un mignon de Saint Loup
- Aurélien Legrand : Un mignon de Saint Loup
- Charles Durot : Un mignon de Saint Loup
- Joy Wie Lart : Le mannequin surdimensionné
- Paul Borne : voix française de Miguel
- Jean-Yves Morel : Lui-même

## Distinctions
Le film fut nommé au Gérards du Cinéma dans la catégorie Gérard du titre gay.

## Box-office
Le film fut un échec. Distribué sur 377 salles, il ne remporta au total qu'un peu plus de 103 000 entrées.